# Татищев, Михаил Игнатьевич
Михаил Игнатьевич Татищев († 1609) — русский государственный и военный деятель, воевода, ясельничий, думный дворянин, окольничий, дипломат, наместник во времена правления  Ивана IV Васильевича Грозного, Фёдора Ивановича, Бориса Годунова и Смутное время.
Из дворянского рода Татищевых. Старший сын царского казначея Игнатия Петровича Татищева († 1604). Имел братьев: Юрия, Григория († 1620) и стольника Владимира († 1615) Игнатьевичей.

## Биография
В 1581 году, на бракосочетании Ивана Грозного с Марией Фёдоровной Нагово нёс четвёртым бархат к церкви и стлал до подклета.
В 1590 году голова для рассылок с приказами в государевом походе против шведов. В 1591 году послан дворянином посольства в Польшу при послах. В 1596 году пожалован чином ясельничего. В 1598 году находился в походе в Серпухов в связи с крымской угрозою, назван можайским наместником и отправлен в Речь Посполитую для официального объявления об кончине царя Фёдора Ивановича и избрании на царский престол Бориса Фёдоровича Годунова, в ноябре местничал с печатником В.Я. Щелкаловым.  В августе 1599 года по царскому поручению послан во Всесвятское с лошадьми и повозками на встречу шведского принца Густава, приехавшего в Россию и желавшего жениться на царевне Ксении Борисовне Годуновой.
В 1600 году пожалован в думные дворяне, в декабре принимал деятельное участие в переговорах с польско-литовским посольством под руководством Льва Сапеги, прибывшим в Москву для заключения «вечного мира» между Русским царством и Речью Посполитой. Во время сложных переговоров проявлял несдержанность. Во время одного из совещаний он назвал Льва Сапегу лжецом, а последний обозвал его сыном конюха. В результате литовский дипломат покинул совещание, бил на Татищева челом, и ему «в ответах ходить не велено».
В 1605 году назначен вторым послом в посольстве к польскому королю.

## Дипломатическая миссия в Грузии
В мае 1604 года по поручению царя Бориса Годунова во главе русского посольства отправился в Грузию. Его сопровождал иверийский архимандрит Кирилл. Дипломатическая миссия имела двойное значение. С одной стороны он должен был добиться от царя Кахетии Александра II (1574—1605) официального, утвержденного присягой, перехода в московское подданство, а с другой — найти в Грузии жениха и невесту для дочери и сына Бориса Годунова
В августе приехал в Кахетию, но не застал там царя Александра, который с большим войском находился у персидского шаха. Татищев был принят в Дзегами царевичем Георгием (младшим сыном Александра), который был сторонником прорусской ориентации. На переговорах Георгий много жаловался на бедственное положение Грузии, которой с двух сторон угрожали Османская империя и Сефевидский Иран. Только строительство крепостей в Грузии и отправка туда значительного войска могли удержать, по мнению царевича, Грузию в русском подданстве. Вскоре поступила информация о том, что турецкое войско вторглось в Кахетию. Царевич Георгий обратился к М. И. Татищеву с просьбой дать ему для отражения вражеского нападения стрельцов, сопровождавших московское посольство. После долгих колебаний Михаил Игнатьевич, опасаясь царского гнева, передал сорок стрельцов в распоряжению кахетинского царевича. 7 октября 1604 года 6-тысячное грузинское войско при поддержке русских стрельцов вступило в бой с турками. Турки-османы, увидев среди грузин московских стрельцов, вооруженных пищалями, поспешно отступили. На следующий день царевич Георгий при помощи тех же стрельцов разгромил отряды кумыков, свершавших набеги на кахетинские земли. После побед влияние русского посла в Грузии быстро усилилось. В январе 1605 года царевич Георгий и все кахетинское население принесло присягу на верность Русскому государству. Однако в марте из Персии вернулся кахетинский царь Александр со старшим сыном Константином, который принял ислам и был активным приверженцем шаха. По приказу шаха царевич Константин стал собирать кахетинское ополчение для похода на Шемаху. Татищев резко выступил против этого похода и неоднократно предостерегал царя Александра против его старшего сына.
12 марта 1605 года в Дзегами царевич Константин совершил переворот, умертвил своего отца Александра и младшего брата Георгия, объявив себя новым царем Кахетии. Дворцовый переворот ещё более усилил зависимость Кахетинского царства от Сефевидского Ирана. Новый царь лицемерно объявил русскому посланцу, что его отец Александр был убит случайно, а младший брат Георгий — как враг России, притворявшийся её другом, что переворот нисколько не повлияет на отношения Грузии к России, а сам, Константин, «готов во всем усердствовать царю христианскому» Борису Фёдоровичу. Отказавшись от даров, от предложенных ему Константином, Михаил Игнатьевич в прямой и категорической форме поставил вопрос о подданстве Грузии Русскому государству. Кахетинский царь Константин, ярый приверженец и ставленник Ирана, дал уклончивый ответ, уверяя, что он пока останется мусульманином и иранским вассалом, но на деле будет «другом России и защитником христианства». Такой ответ не понравился Михаилу Татищеву, который уехал из Дзегами, объявив Константину, что царь Борис не уступит Грузию шаху, который своим содействием в убийстве Александра и Георгия нарушил добрые отношения с Русским царством.
Из Кахетии он отправился в Картлийское царство, куда прибыл 15 апреля 1605 год. По поручению царя должен был увидеть царевича Теймураза, племянника Георгия, который предназначался в женихи дочери русского царя, и царскую дочь Елену, которую, по совету архимандрита Кирилла, Борис Годунов прочил в жены своему сыну Фёдору. Однако царевич Теймураз был отправлен в заложники к шахскому двору. Картлийский царь предложил в жены дочери царя своего другого родственника, князя Хоздроя. Михаил Татищев, принятый картлийским царем с большими почестями, предложил Георгию вступить в русское подданство и отпустить в Москву царевну Елену и князя Хоздроя, «если они имеют достоинства, нужные для чести вступить в семейство Борисово». «А сия честь велика, — говорил Tатищев: — император и короли шведский, датский и французский искали её ревностно».
Царь Картли Георгий (1600—1606), получивший обещание в военной помощи в войне против Персии, признал подданство Русского государства и представил Татищеву жениха и невесту. В донесении царю Михаил Татищев написал о них: «Хоздрою 23 года от рождения; он высок и строен; лицо у него красиво и чисто, но смугло; глаза светлые карие, нос с горбинкой, волосы темно-русые, ус тонкий… в разговорах умен и речист…; одним словом хорош, но не отличен; вероятно, что полюбится, но не верно.. Елена прелестна, но не чрезвычайно: бела и еще несколько белится; глаза черные, нос небольшой, волосы крашеные; станом пряма, не слишком тонка; в лице не довольно полна». М. И. Татищев планировал взять в Москву и жениха и невесту, говоря, что последняя будет жить при царице, учить язык и обычаи. Однако картлийский царь согласился опустить в Москву только князя Хоздроя. По пути в Россию Михаил Татищев узнал о разгроме турками русских в Дагестане, оставил князя Хоздроя, а сам поспешил в Москву.

## Служба при Лжедмитрии I
5 ноября 1605 года Михаил Игнатьевич приехал в русскую столицу, где уже царствовал Лжедмитрий I. В своих донесениях о поездке в Грузию, составил подробное и весьма ценное описание страны. Обладавший тонким умом и гибким характером, умел быстро приспосабливаться к сложившимся обстоятельствам. Пользовавшийся ранее доверием Бориса Годунова, он вскоре смог добиться расположения Лжедмитрия, став одним из постоянных участников пиров и увеселений в царских покоях. Вскоре Михаил Игнатьевич перешёл на сторону князей Шуйских, готовивших заговор против самозванца. На одном из царских пиров князь Василий Иванович Шуйский, увидев на столе блюдо из телятины, заметил, что русские не едят в пост мясо. Лжедмитрий вступил в спор с Шуйским, которого поддержал Татищев. По царскому указу его вывели из-за стола, посадили в темницу и хотели сослать в Вятку. Через две недели Петр Фёдорович Басманов, фаворит самозванца, добился у Лжедмитрия прощения для Татищева.

## Служба при Василии Шуйском
В мае 1606 года принял активное участие в заговоре и свержении Лжедмитрия. 17 мая во главе восставших ворвался в царский дворец и лично умертвил царского любимца Петра Фёдоровича Басманова. В следующие дни, вместе с другими боярами вел переговоры с польскими послами Олесницким и Гонсевским, задержанными в Москве в качестве заложников.
В 1607 году  пожалован царём Василием Шуйским в окольничие и стал членом Боярской думы. В следующем 1608 году назначен вторым воеводой в Великий Новгород. Вскоре в Новгород был прислан князь Михаил Васильевич Скопин-Шуйский, который должен был собирать ратных людей на севере и вести переговоры со Швецией об оказании военной помощи. Михаил Татищев стал одним из сподвижников Михаила Скопина-Шуйского. Когда новгородцы стали оказывать Михаилу Скопину «расположение подозрительное», он решил покинуть Новгород. Михаил Скопин-Шуйский и Михаил Татищев с небольшой дружиной выехали из города. Жители Ивангорода и Орешка отказались их принять. Вскоре новгородцы отправили посольство к Михаилу Скопину-Шуйскому и пригласили его вернуть обратно. Вместе с ним вернулся в Новгород и Михаил Татищев, пользовавшийся полным доверием князя и бывший его правой рукой.
В начале 1609 года новгородцы получили известие о том, что большой польско-литовский отряд под командованием ротмистра Яна Кернозицкого выступил с юга к Новгороду. Чтобы помешать переправе противника через р. Мсту, Михаил Скопин-Шуйский решил отправить в Бронницы сильный отряд под командованием Михаила Татищева. В это время несколько новгородцев донесли М. В. Скопину, что Михаил Татищев намерен изменить и перейти на сторону Кернозицкого, чтобы помочь ему захватить Новгород. Князь Михаил Скопин-Шуйский призвал воеводу Михаила Татищева, собрал всех ратных людей и объявил им о полученном доносе. Новгородцы набросились на Татищева и убили его, не дав ему сказать ни слова в своё оправдание. Похоронен в новгородском монастыре св. Антония.

## Критика
Н. М. Карамзин считал Татищева «едва ли виновным» в измене.
С. М. Соловьев говорил по этому поводу: «Трудно представить себе, чтобы этот человек, так сильно стоявший за старину, убийца Басманова, один из самых ревностных заговорщиков против первого Лжедимитрия, хотел передаться второму. Гораздо вероятнее, что Татищева не любили за его характер, не хотели быть под его начальством… и, быть может, доносчики сами не хотели своим доносом сделать большого вреда ему».
Историк М.Ю. Эскин приписывает местнический конфликт со Львом Сапегой в 1600 году, его отцу — Игнатию Петровичу Татищеву.